# Taça de Portugal de 1997–98
A Taça de Portugal 1997-98 foi 58ª edição da Taça de Portugal, competição sob alçada da Federação Portuguesa de Futebol.
A  final foi realizada a 24 de Maio de 1998, no Estádio Nacional do Jamor, entre o Futebol Clube do Porto e o Sporting Clube de Braga.
O resultado da final foi 3-1 para o Futebol Clube do Porto, sagrando-se campeão da Taça pela décima-terceira vez.

## Oitavos de Final
28 de Dezembro de 1997
| Visitado         | Resultado | Visitante         |
| Gil Vicente (PL) | 2 - 0     | Estoril Praia(LH) |

14 de Janeiro de 1998
| Visitado      | Resultado | Visitante      |
| Slb(PL)       | 1 - 0     | Beira-Mar (LH) |
| Leça(PL)      | 0 - 2     | Sporting (PL)  |
| Penafiel      | 0 - 1     | Braga(LH)      |
| Maia          | 4 - 5     | Porto          |
| Vila Real(PL) | 0 - 3     | Boavista (PL)  |
| Vizela (PL)   | 0 - 2     | Freamunde (LH) |

## Quartos de Final
4 de Fevereiro de 1998
| Visitado    | Resultado           | Visitante       |
| Boavista    | 1º: 2 - 2 2º: 1 - 3 | União de Leiria |
| Gil Vicente | 1º: 1 - 1 2º: 0 - 1 | Benfica         |
| Braga       | 3 - 1               | Sporting        |
| Freamunde   | 0 - 4               | Porto           |

## Meias-Finais
24 de Fevereiro de 1998
| Visitado        | Resultado | Visitante |
| Braga           | 2 - 1     | Benfica   |
| União de Leiria | 2 - 3     | Porto     |

## Final
| 24 de Maio de 1998 | Porto                                | 3 – 1 | Braga      | Estádio Nacional do Jamor, Lisboa Público: Árbitro: Jorge Coroado |
|                    | Aloísio 16' · Jardel 24' · Artur 90' |       | Sílvio 48' |                                                                   |

## Campeão
| Taça de Portugal 1997-98 |
| ------------------------ |
| Porto 9º Título          |